# Castra Galbae
Castra Galbae (łac. Diocesis Castrensis Galbae) – stolica historycznej diecezji we Cesarstwie rzymskim w prowincji Numidia zlikwidowana w VII w. podczas ekspansji islamskiej, współcześnie w północnej Algierii. Obecnie katolickie biskupstwo tytularne.

## Biskupi tytularni
| Lp. | Biskup                     | Funkcja                                                                          | Od               | Do                |
| --- | -------------------------- | -------------------------------------------------------------------------------- | ---------------- | ----------------- |
| 1   | Paul Robert                | emerytowany biskup Les Gonaïves (Haiti)                                          | 18 sierpnia 1966 | 4 marca 1994      |
| 2   | László Bíró                | biskup pomocniczy Kalocsa-Kecskemét                                              | 18 kwietnia 1994 | 20 listopada 2008 |
| 3   | Światosław Szewczuk        | biskup pomocniczy eparchia Santa María del Patrocinio w Buenos Aires (Argentyna) | 14 stycznia 2009 | 25 marca 2011     |
| 4   | Edgar Aristizábal Quintero | biskup pomocniczy Medellín (Kolumbia)                                            | 4 maja 2011      | 4 maja 2017       |
| 5   | Josef Nuzík                | biskup pomocniczy Ołomuńca (Czechy)                                              | 5 lipca 2017     | 9 lutego 2024     |
| 6   | Joseph Soosainathan        | biskup pomocniczy Bangalore (Indie)                                              | 13 lipca 2024    |                   |